# 朱登云
朱登云（1989年10月—），湖南靖州人，苗族，无党派人士。中华人民共和国政治人物、第十三届全国人民代表大会湖南地区代表。

## 生平
2018年2月24日，当选为第十三届全国人大代表。